# Klaus Michael Indlekofer
Klaus Michael Indlekofer (* 1971 in Aachen) ist ein deutscher Physiker und Hochschullehrer.

## Arbeit
Nach dem Abitur am Bischöflichen Pius-Gymnasium studierte Klaus Michael Indlekofer an der RWTH Aachen Physik. Seine Schwerpunkte liegen in den Fächern Nanotechnologie und Quantenmechanik sowie Halbleiterphysik und Audiotechnik. Klaus Michael Indlekofer ist seit 2007 Professor an der Hochschule RheinMain.

## Schriften
(Auswahl)
- Transportuntersuchungen und quantenmechanische Beschreibung von Einelektronenstrukturen in Halbleiterheterostrukturen. (= Berichte des Forschungszentrums Jülich; 3705). Forschungszentrum, Jülich 1999 (zugleich Dissertation, RWTH Aachen 1999)
- Konzept eines Multi-Clock Synchronization Interfaces, Beitrag zur 26. Tonmeister Tagung, Leipzig 2010, ISBN 978-3-9812830-1-3